# Action Max
 (octobre 2019).
Si vous disposez d'ouvrages ou d'articles de référence ou si vous connaissez des sites web de qualité traitant du thème abordé ici, merci de compléter l'article en donnant les références utiles à sa vérifiabilité et en les liant à la section « Notes et références ».
L'Action Max est une console de jeux vidéo sortie en 1987. Conçue par le fabricant de jouets américain Worlds of Wonder, elle utilisait des bandes magnétiques au format VHS comme support pour les jeux et avait pour seul contrôleur un pistolet optique.

## Jeux
Très peu de jeux sortirent sur cette console. Les seuls titres commercialisés furent .38 Ambush Alley, Blue Thunder, Hydrosub: 2021, The Rescue of Pops Ghostly et Sonic Fury, ce dernier étant distribué avec la console. Un sixième jeu, Fright Night, ne fut jamais achevé.

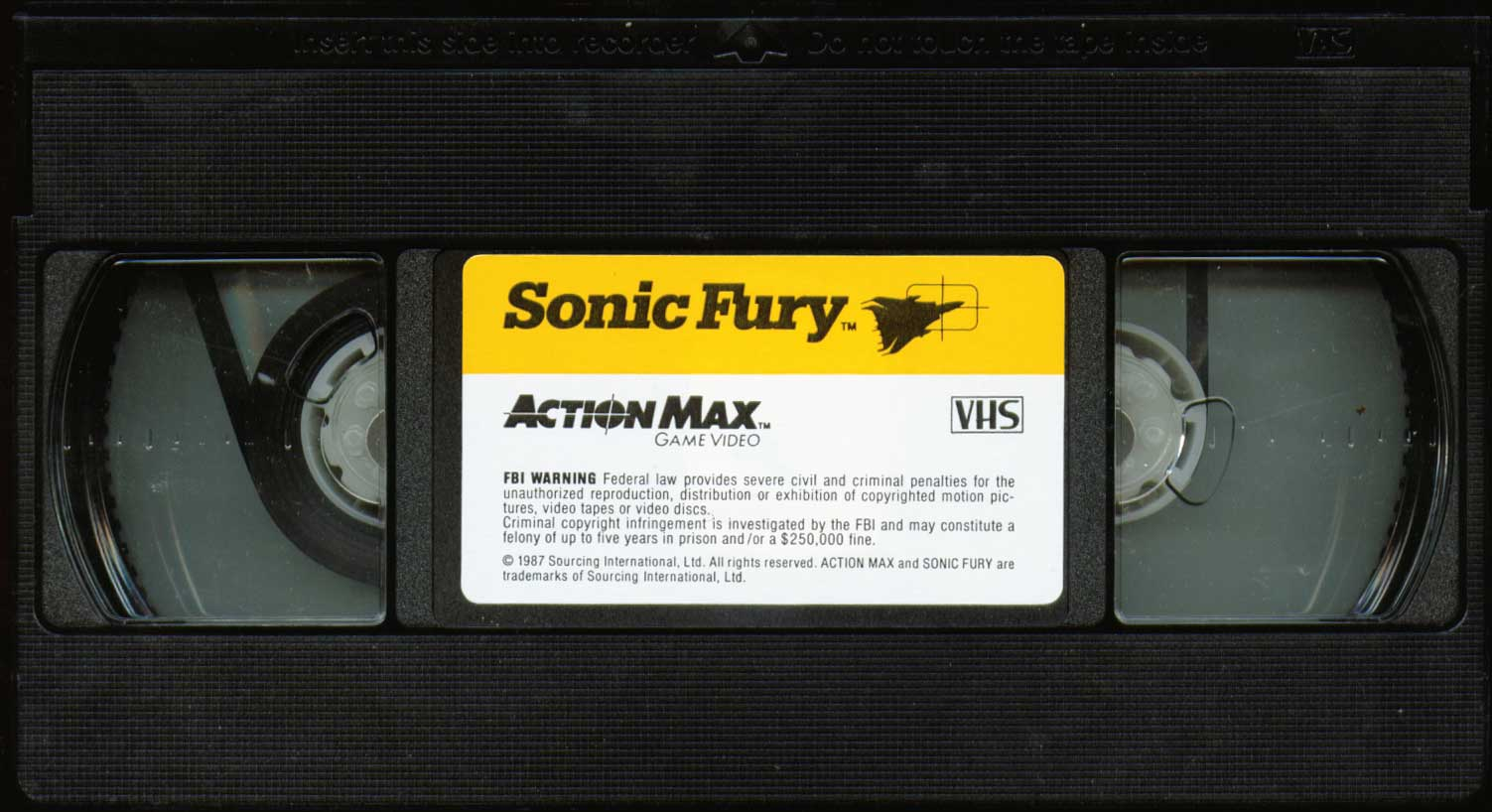
Cassette de la version PAL de Sonic Fury.